# Стара Ор'я
Стара Ор'я́ (рос. Старая Орья, башк. Иҫке Уръя) — присілок у складі Янаульського району Башкортостану, Росія. Входить до складу Байгузінської сільської ради.
Населення — 89 осіб (2010; 102 у 2002).
Національний склад:
- марійці — 99 %